# ديفيد جاي براون
ديفيد جاي براون (بالإنجليزية: David Jay Brown)‏ (1961)؛ صحفي، كاتب وروائي أمريكي.